# Greg McAulay
Greg McAulay (ur. 2 stycznia 1960 w Winnipeg) – kanadyjski curler, mistrz świata 2000, zawodnik Richmond Curling Club.
W swojej karierze dwukrotnie wygrał rywalizację w Kolumbii Brytyjskiej. McAulay jako skip wystąpił na Labatt Brier 1998, reprezentacja Kolumbii Brytyjskiej z bilansem 7-4 rozegrała tie-breaker ze Saskatchewan (Rod Montgomery). Wynikiem 2:3 McAulay zajął 5. miejsce.
Po dwóch latach ponownie wystąpił na mistrzostwach Kanady. Po Round Robin Kolumbia Brytyjska z 9 wygranymi i 2 przegranymi zajmowała 1. miejsce. McAulay zdobył tytuł mistrza Kanady pokonując w fazie finałowej dwukrotnie Nowy Brunszwik (Russ Howard) 5:3 i 9:5. Greg reprezentował kraj w Glasgow na MŚ 2000. Kanada z 1. pozycji w rundzie grupowej awansowała do play-offów, w półfinale Kanadyjczycy pokonali 11:3 Amerykanów (Craig Brown) i zdobyli złote medale po wygranej nad Szwedami (Peja Lindholm) 9:4.
W późniejszych latach McAulayowi nie udało się zakwalifikować do rozgrywek ogólnokrajowych, w 2005 zajął 3., w 2006 5., w 2007 i 2008 2., w 2009 9. i w 2010 10.
W 2009 McAulay zakwalifikował się do wstępnej fazy kwalifikacji olimpijskich, wygrał wówczas jeden mecz.

## Wielki Szlem
| Turniej                | 2001/2002 | 2002/2003 | 2003/2004 | 2007/2008 | 2008/2009 |
| ---------------------- | --------- | --------- | --------- | --------- | --------- |
| Canadian Open          | A         | x         | A         | A         | x         |
| World Cup of Curling   | x         | x         | x         | x         | x         |
| The National           | F         | x         | A         | QF        | x         |
| Players’ Championships | x         | x         | A         | QF        | A         |

| A  | = nie uczestniczył                         |
| x  | = nie zakwalifikował się do fazy finałowej |
| QF | = ćwierćfinał                              |
| SF | = półfinał                                 |
| F  | = finał                                    |
| W  | = zwycięstwo                               |

## Drużyna
| [ 1 ] [ 6 ] | Czwarty      | Trzeci         | Drugi         | Otwierający    |
| ----------- | ------------ | -------------- | ------------- | -------------- |
| 2010/2011   | Greg McAulay | Ken Watson     | Dale Hockley  | Dale Reibin    |
| 2009/2010   | Greg McAulay | Ken Maskiewich | Dean Joanisse | Aaron Watson   |
| 2008/2009   | Greg McAulay | Ken Maskiewich | Deane Horning | Aaron Watson   |
| 2006/2008   | Greg McAulay | Ken Maskiewich | Bill Fisher   | Aaron Watson   |
| 2005/2006   | Greg McAulay | Ken Maskiewich | Randie Shen   | Greg Santa     |
| 2004/2005   | Greg McAulay | Ken Maskiewich | Bill Fisher   | Randie Shen    |
| 2003/2004   | Greg McAulay | Brent Pierce   | Dean Koyanagi | Ross Graham    |
| 2002/2003   | Greg McAulay | Grant Dezura   | Mike Bradley  | Jody Sveistrup |
| 1999/2002   | Greg McAulay | Brent Pierce   | Bryan Miki    | Jody Sveistrup |
| 1997/1999   | Greg McAulay | Brent Pierce   | Bryan Miki    | Darin Fenton   |
| 1996/1997   | Greg McAulay | Brian Gessner  | Cary Sakiyama | John Atkinson  |
| 1994/1995   | Greg McAulay | Brian Gessner  | Cary Sakiyama | Jody Sveistrup |

## CTRS
Pozycje drużyn Grega McAulaya w rankingu CTRS:
- 2009/2010: 71.
- 2008/2009: 24.
- 2007/2008: 11.
- 2006/2007: 42.